# تایم، نروژ
تایم (به لاتین: Time) یک شهرداری در نروژ است که در روگالاند واقع شده‌است. تایم ۱۸۳٫۱۹ کیلومتر مربع مساحت و ۱۸٬۹۱۶ نفر جمعیت دارد.